# David O'Leary
David Anthony O'Leary (Londres, 2 de maio de 1958) é um ex-futebolista inglês, naturalizado irlandês. Já trabalhou também como treinador.

## Carreira
Atuou durante 20 anos pelo Arsenal (dezoito pelo time profissional e dois pelas categorias de base). Foi o jogador que mais vezes vestiu a camisa do time, no total, 722 partidas. Em 1993, se transferiu para o Leeds United, onde encerrou sua carreira. 

## Seleção
Também atuou em 68 ocasiões pela seleção nacional. Integrou a histórica Seleção Irlandesa de Futebol da Copa do Mundo de 1990. 

## Treinador
Como treinador, trabalhou entre 1998 e 2002 no Leeds United e entre 2003 e 2006 no Aston Villa.